# Fogatge de 1358
El fogatge de 1358 fou un cens (fogatge) realitzat l'any 1358 al Principat de Catalunya.
La Cort General de Barcelona, l'any 1358 li concedí al rei Pere el Cerimoniós un donatiu per a finançar la Guerra dels Dos Peres. Per a aquest motiu es realitzà un fogatge que afectà els focs dels braços eclesiàstic i militar, però no les ciutats, viles o llocs del braç reial. És compatibilitzaren els focs cristians, jueus i musulmans i fins i tot els masos rònecs, però no els clergues i religiosos, ni els cavallers i els oficials reials.
Al recompte de dades del fogatge no es seguí un criteri gaire unitari, ja que en algunes situacions i casos fou extremadament rigorosa mentre que en d'altres casos fou molt negligent. Per exemple, s'han trobat referències sobre negligències i fraus o grans diferències amb el fogatge que es va realitzar dos anys després, en què pocs llocs mantenien les xifres.